# Reagan Foxx
Pour les articles homonymes, voir Foxx.
Reagan Foxx, née à Scottsdale le 12 avril 1970, est une actrice pornographique américaine.

## Carrière
Née dans le Kentucky dans une famille chrétienne conservatrice, elle a déménagé en Arizona où elle vit depuis plus de 20 ans.
Avant de se lancer dans l'industrie pornographique, Reagan Foxx a travaillé comme chasseusse de têtes dans les domaines de l'hypothèque et de la finance, développant certaines compétences dans les domaines bancaire et immobilier. À la suite de la crise financière de 2008 et de plus en plus insatisfaite de son travail, elle décide d'entamer une reconversion professionnelle en devenant camgirl en juin 2011,.
En 2016, alors âgée de 46 ans, elle a décidé de commencer sa carrière dans l'industrie de films pour adultes et a d'emblée été qualifiée de MILF.
Sa première scène était du sexe lesbien aux côtés de Jodi West (es) pour les studios Forbidden Fruits Film. Quelques semaines plus tard, elle tournait sa première scène héterosexuelle avec Cody Steele.
En tant qu'actrice, elle a travaillé pour de nombreuses sociétés de production telles que Reality Kings, Brazzers, Penthouse, Girlfriends Film, Forbidden Fruits Film, 3rd Degree, Zero Tolerance, Hard X, Pure Play Mezza, Pure Taboo, Naughty America, Diabolic Video, Wicked ou encore Evil Angel.
En novembre 2017, quelques mois après son entrée dans l'industrie du porno, elle reçoit les premières nominations de l'industrie aux AVN et XBIZ Awards dans la catégorie de la meilleure MILF,. Elle a un tatouage sur le haut du dos.

## Vie privée
Elle est enfant unique.
Dans une interview, elle a déclaré qu'elle avait deux filles.

## Filmographie partielle
- Best in the Biz (2016)
- Lesbian Legal 10 (2016)
- Ms Maturity (2016)
- My Husband Is Right Outside... (2016)
- Never Marry A Milf (2016)
- Too Hot To Handle (2016)
- Big Tit Cougars (2017)
- Evil MILFs 3: Slutty Stepmoms (2017)
- Family Holiday (2017)
- Flixxx: Don't Wake Daddy (2017)
- Flixxx: Meet The Nudists 2 (2017)
- Hard At Work 2 (2017)
- Hot MILF For His Birthday (2017)
- Hot MILF Reagan Loves Cock Live (2017)
- How I Fucked Your Mother (2017)
- Kendra Lust Loves Big Titty MILFs 2 (2017)
- My First Sex Teacher 22235 (2017)
- My Son Banged My Wife 2 (2017)
- Our Latin Babysitter (2017)
- Reagan Foxx and Christina Carter - Reckless Abandon (2017)
- Reagan Foxx and Christina Carter - Reckless Abandon 2 (2017)
- Reagan Foxx and Raven Hart 3 (2017)
- Reagan Foxx and Raven Hart 4 (2017)
- Shy Mom's First Squirt (2017)
- Teaching Her To Suck Cock (2017)
- Big Booty Mamas (2018)
- Boss Lady 2 (2018)
- Caught By The Cop (2018)
- Cougar Orgy (2018)
- Dovefucking 101 (2018)
- Feeling Up The Fashion Girl (2018)
- Fuck Me Silly 3 (2018)
- Get In Her End Zone (2018)
- Getting Milf Handled (2018)
- Harder Faster Milfier (2018)
- High School Reunion (2018)
- I'm A Total MILF (2018)
- Lesbian Adventures: Wet Panties Trib 8 (2018)
- Like Mother, Like Daughter (2018)
- Mommy and Auntie (2018)
- Mommy Needs A MANicure (2018)
- She's Older and Bolder (2018)
- Squirting Cougars (2018)
- Stepmother Stepson Bonding (2018)
- Almost Getting Caught (2019)
- Battle Of The Bosses (2019)
- Bod Of A Demigoddess (2019)
- Bronzing In The Batter's Booth (2019)
- Daughter On Display (2019)
- Face Sitting: It's A Girlfriend's Thing (2019)
- Is It Wrong She's My Stepmom 2 (2019)
- Lonely Wives Club (2019)
- MILF's Love Younger Men (2019)
- MILF Son Swap (2019)
- Reagan Foxx and Her Girlfriends (2019)
- RK Prime 18 (2019)
- What Size Are You (2019)
- Another Crazy Idea Of Yours.. (2020)
- Big Tit MILF Next Door 2 (2020)
- Cougar Queen (2020)
- Devious Moms (2020)
- Exit 118 (2020)
- I Love Yoga (2020)
- Lesbian Revenge 3 (2020)
- Lil Humpers 6 (2020)
- Mommies' Boy (2020)
- More Than Just Roommates (2020)
- Oral Experiment - Reagan Foxx and Abigail Mac (2020)
- Step-Mommy's Having An Affair (2020)
- That Which She Hates Most (2020)
- Cuck Wives Creampied (2021)
- Dirty Masseur 21 (2021)
- Family Pies 11 (2021)
- I Have a Wife 26495 (2021)
- Lesbian Crime Stories 5 (2021)
- Lesbian Legal 19 (2021)
- Mommy's Boy (2021)
- Rent A Pornstar: Rival Roomies (2021)
- U.S. Cheating Bored MILF (2021)
- Big Cock Bully 30870 (2022)
- Heat Wave 2 (2022)
- Heat Wave II (2022)
- Stepmother Knows Best (2022)

## Distinctions
- AVN Awards
  - 2018 – Nomination pour l'interprète MILF de l'année[10]
  - 2019 – Nomination pour le meilleur trio Homme/Homme/Femme pour La Possession de Mme Hyde
  - 2019 – Nomination pour l'interprète MILF de l'année[11]
  - 2020 – Nomination pour l’interprète MILF de l’année
  - 2020 – Nomination pour la MILF la plus chaude (Fan Award)
  - 2021 – Nomination pour l'interprète MILF de l'année[12]
  - 2021 – Nomination pour la MILF la plus chaude (Fan Award)
  - 2022 – Nomination pour l'interprète MILF de l'année[12]
- XBIZ Awards
  - 2018 - Nomination pour l'interprète MILF de l'année[13]
  - 2019 – Nomination pour la meilleure scène de sexe – Sortie sur le thème des couples pour la réunion du lycée avec Ryan Mclane[14]
  - 2019 – Nomination pour l'interprète MILF de l'année[14]
  - 2020 – Nomination pour la meilleure scène de sexe – Thème tabou pour Telle mère, telle fille avec Brad Newman et Alina Lopez[15]
  - 2020 – Nomination pour l'interprète MILF de l'année[15]
  - 2021 – Nomination pour l'interprète MILF de l'année[16]
  - 2022 – Nomination pour l'interprète MILF de l'année[17]
  - 2023 - Interprète MILF de l'année[18]

XBIZ Cam Awards
- 2021 – Nomination pour la meilleure star des médias sociaux MILF Premium[19]

XCritic Awards
- 2020 – Nomination pour le meilleur interprète MILF[20]
- 2021 – Nomination pour la meilleure MILF[21]

XRCO Awards
- 2019 – Nomination pour la MILF de l'année[22]
- 2020 – Nomination pour la MILF de l'année[23]
- 2021 – Nomination pour la MILF de l'année[24]

NightMoves Award
- 2018 – Nomination pour le meilleur interprète MILF
- 2019 – Nomination pour la meilleure MILF

Spank Bank Awards
- 2019 – Nomination pour la Magnifique MILF de l'année[25]
- 2020 – Nomination pour la Magnifique MILF de l'année[26]
- 2020 – Nomination pour la Beauté Plantureuse de l’Année[26]